# Stories We Could Tell
Stories We Could Tell è un album in studio del duo musicale statunitense The Everly Brothers, pubblicato nel 1972.

## Tracce
Side 1
1. All We Really Want to Do (Bonnie Bramlett, Delaney Bramlett) – 2:22
2. Breakdown (Kris Kristofferson) – 3:12
3. Green River (Don Everly, Phil Everly) – 4:42
4. Mandolin Wind (Rod Stewart) – 3:01
5. Up in Mabel's Room (Phil Everly, Terry Slater) – 3:15
6. Del Rio Dan (Jeff Kent, Doug Lubahn, Holly Beckwith) – 3:57

Side 2
1. Ridin' High (Dennis Linde) – 2:41
2. Christmas Eve Can Kill You (When You're Trying to Hitch a Ride to Anywhere) (Dennis Linde) – 3:26
3. Three Armed, Poker-Playin' River Rat (Dennis Linde) – 2:46
4. I'm Tired of Singing My Song in Las Vegas (Don Everly) – 3:14
5. The Brand New Tennessee Waltz (Jesse Winchester) – 3:11
6. Stories We Could Tell (John Sebastian) – 3:19

## Formazione
- Don Everly – chitarra, voce
- Phil Everly – chitarra, voce
- Delaney Bramlett – chitarra, voce
- Bonnie Bramlett - voce
- Jeff Kent – chitarra, voce
- Dennis Linde – chitarra, tastiera
- Geoff Muldaur – chitarra
- Wayne Perkins – chitarra
- John Sebastian – chitarra, armonica, voce
- Waddy Wachtel – chitarra
- Danny Weis – chitarra
- Clarence White – chitarra
- Ry Cooder – slide guitar (tracce 3, 6)
- Buddy Emmons – slide guitar
- Jerry McGee – slide guitar
- Barry Beckett – tastiera
- Michael Fonfara – tastiera
- Spooner Oldham – tastiera
- Warren Zevon – tastiera
- Johnny Barbata – batteria
- Jim Gordon – batteria
- Russ Kunkel – batteria
- George Bohanon – ottoni
- Tommy Johnson – ottoni
- Chris Ethridge – ottoni
- Jimmie Haskell – arrangiamenti
- David Crosby – voce
- Doug Lubahn – voce
- Graham Nash – voce